# Stromatinia cepivora
Espèce
Stromatinia cepivora est un champignon de la famille des Sclerotiniaceae qui provoque une pourriture blanche sur ognon, ail et échalote.
Sa forme stérile est décrite sous le nom de Sclerotium cepivorum.

## Description
Sur les bulbes, le champignon forme un feutrage blanc dans lequel apparaissent des sclérotes.